# Устанак на атинском Политехничком универзитету
Устанак на атинском Политехничком универзитету је назив за студентске и грађанске демонстрације из новембра 1973. које су покренули студенти атинског Политехничког универзитета против режима војне хунте која је тада била на власти у Грчкој. Устанак је данас један од симбола борбе за демократију у Грчкој.

## Догађаји
Дана 21. априла 1967. изненадним пучом пред парламентарне изборе, власт у Грчкој су преузела група десничарских официра, чија је владавина постала позната као режим војне хунте. У периоду владавине хунте (1967—1974) многи политички противници су ухапшени, укинути су избори и измијењен устав. Узрок побуне било је незадовољство недемократском десничарском влашћу и директно мијешање власти у студентска питања, као и насилна хапшења студената који су протестовали раније током године. 
Побуна је започела 14. новембра 1973. на Политехничком универзитету у Атини, када су студенти окупирали зграду универзитета. Побуна је окупљала политички лијево оријентисане студенте, као и све оне који су жељели обнову демократије у земљи и смјену војне диктатуре. Студенти су импровизовали и радио станицу, одакле су слали прогласе грађанима Атине. 
Видјевши да побуна добија замаха и подршку грађана, хунта је одлучила да реагује брзо и угуши устанак. У сукобима који су настали међу демонстрантима и војском било је и погинулих. У рано јутро 17. новембра 1973. тенк је пробио барикаде на улазу у унивезитетски кампус, а војска и полиција су похапсили демонстранте.
Устанак је угушен, али је био један у низу догађаја који су дестабилизовали војну власт, која је пала 1974.